# شریف‌آباد (بردسکن)
شریف‌آباد نام روستایی از توابع بخش انابد شهرستان بردسکن در استان خراسان رضوی است. این روستا در دهستان صحرا قرار دارد و براساس سرشماری سال ۱۳۸۵ جمعیت آن ۴۷ نفر (۱۰ خانوار) بوده است.